# Garde-Grenadier-Regiment Nr. 5
Das Garde-Grenadier-Regiment Nr. 5 war ein Infanterieverband des Gardekorps der Preußischen Armee.

## Geschichte
Das Regiment wurde am 31. März 1897 (Stiftungstag) aus den IV. (Halb-)Bataillonen des 2. und 4. Garde-Regiments zu Fuß, des Kaiser Alexander Garde-Grenadier-Regiments Nr. 1, des Kaiser Franz Garde-Grenadier-Regiments Nr. 2 gebildet. Es formierte sich zu zwei Bataillonen und war in Spandau stationiert. Der Regimentsstab, das I. Bataillon sowie die 5. und 6. Kompanie waren in der Stresow-Kaserne I, die 7. Kompanie in der Moritz-Kaserne und die 8. Kompanie in der Kaserne I einquartiert. Ab 1. Oktober 1913 wurde das im Rahmen der Heeresverstärkung 1913 neu aufgestellte Füsilier-Bataillon (9. bis 12. Kompanie) in den Barackenkasernen auf dem Exerzierplatz neben dem Festungsgefängnis, die MG-Kompanie in der Stresow-Kaserne I untergebracht.
Der Verband war der 5. Garde-Infanterie-Brigade der 2. Garde-Division unterstellt.

### Erster Weltkrieg
Mit Ausbruch des Ersten Weltkriegs machte das Regiment am 2. August 1914 mobil und kam mit der 5. Garde-Infanterie-Brigade als Teil der 3. Garde-Division zunächst im Westen bei Namur zum Einsatz. Ende August erfolgte die Verlegung des übergeordneten Garde-Reserve-Korps an die Ostfront und die Teilnahme an der Schlacht an den Masurischen Seen. Im Mai 1915 kam das Regiment wieder an die Westfront, beteiligte sich an den Stellungskämpfen in Flandern und Artois und trat dann in die Schlacht an der Somme ein. Während des weiteren Kriegsverlaufs kämpfte das Regiment im Westen u. a. noch bei Arras, in Flandern sowie der Deutschen Frühjahrsoffensive ab Ende März 1918.

### Verbleib
Nach Kriegsende und Rückführung in die Heimat erfolgte ab 12. Dezember 1918 die Demobilisierung in Spandau. Aus Teilen des Regiments begann man ab 21. Januar 1919 mit der Aufstellung des Freiwilligen-Bataillons „Spandau“. Ende März 1919 trat es als II. Bataillon zum Freikorps „von Hindenburg“ über, das in Kolberg zum Schutz der dorthin verlegten Obersten Heeresleitung (OHL) gebildet worden war, und dem auch Bürger der Stadt angehörten. Mit der Aufstellung der Vorläufigen Reichswehr war es ab Oktober 1919 das IV. Bataillon des Reichswehr-Infanterie-Regiments 102.
Die Tradition übernahm in der Reichswehr durch Erlass des Chefs der Heeresleitung, General der Infanterie Hans von Seeckt, vom 24. August 1921 die 5. und 6. Kompanie des 4. (Preußisches) Infanterie-Regiments in Kolberg. In der Wehrmacht führte die 6. und 7. Kompanie des Infanterieregiments 67 in Spandau die Tradition fort.

## Regimentschef

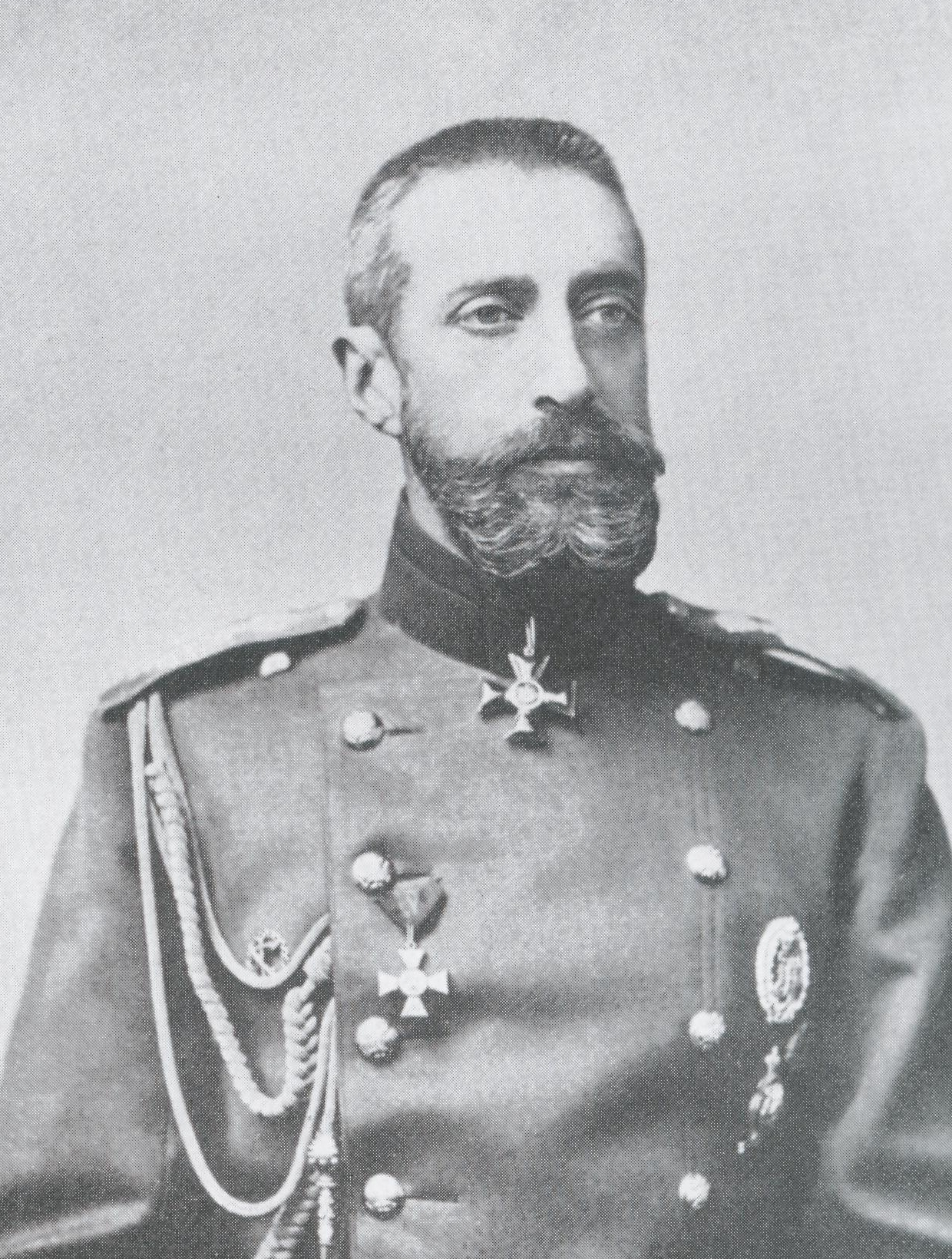
Großfürst Konstantin Konstantinowitsch Romanow

Erster und einziger Regimentschef war seit 9. August 1897 der Großfürst Konstantin Konstantinowitsch Romanow.

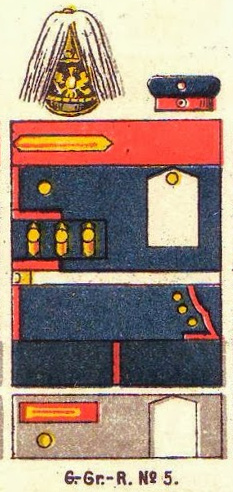
Schema der Uniform (1890)

## Kommandeure
| Dienstgrad     | Name                              | Datum                                                           |
| -------------- | --------------------------------- | --------------------------------------------------------------- |
| Oberst         | Eberhard von der Lancken          | 01. April 1897 bis 17. April 1901                               |
| Oberst         | Kurt von Manteuffel               | 18. April 1901 bis 26. Januar 1903                              |
| Oberst         | Eberhard von Claer                | 27. Januar 1903 bis 15. Februar 1907                            |
| Oberst         | Johannes von Eben                 | 16. Februar 1907 bis 24. September 1908                         |
| Oberst         | Karl Heinrich von Hänisch         | 25. September 1908 bis 12. Oktober 1910                         |
| Oberst         | Hans von Langermann und Erlenkamp | 13. Oktober 1910 bis 1. April 1913                              |
| Oberst         | Axel von Petersdorff              | 02. April 1913 bis 1. August 1914                               |
| Major          | Walter Randt                      | 02. August bis 19. Dezember 1914 (mit der Führung beauftragt)   |
| Major          | Wilhelm Reinhard                  | 20. Dezember 1914 bis 2. Juni 1915 (mit der Führung beauftragt) |
| Oberstleutnant | Walter Randt                      | 03. Juni 1915 bis 9. Januar 1917                                |
| Oberstleutnant | Kurt von Beerfelde                | 10. Januar 1917 bis 9. April 1918                               |
| Oberstleutnant | Karl von Kietzell                 | 10. April bis 12. Dezember 1918                                 |

## Uniform
Die Uniform der Garde-Grenadiere bestand aus einem blauen Waffenrock mit rotem Kragen und gleichfarbigen brandenburgischen Aufschlägen mit dunkelblauen Ärmelpatten, besaßen jedoch am Kragen eine breite gelbkameelgarne altpreußische Litze und auf den Ärmelpatten drei ebensolche Litzen. Dazu kamen weiße Schulterklappen, Tombakknöpfe, weißes Lederzeug und weiße (Garde-)Helmbüsche. Es gab abweichend von den anderen Garde-Regimentern kein Füsilierbataillon.
Uniformen von Unteroffizieren besaßen davon abweichend gemusterte Tressen an Kragen und Aufschlägen.
Uniformen für Offiziere waren mit altpreußischen goldenen Stickereien an Stelle der Litzen an Kragen und auf den Ärmelpatten ausgestattet.

### Uniform-Änderungen

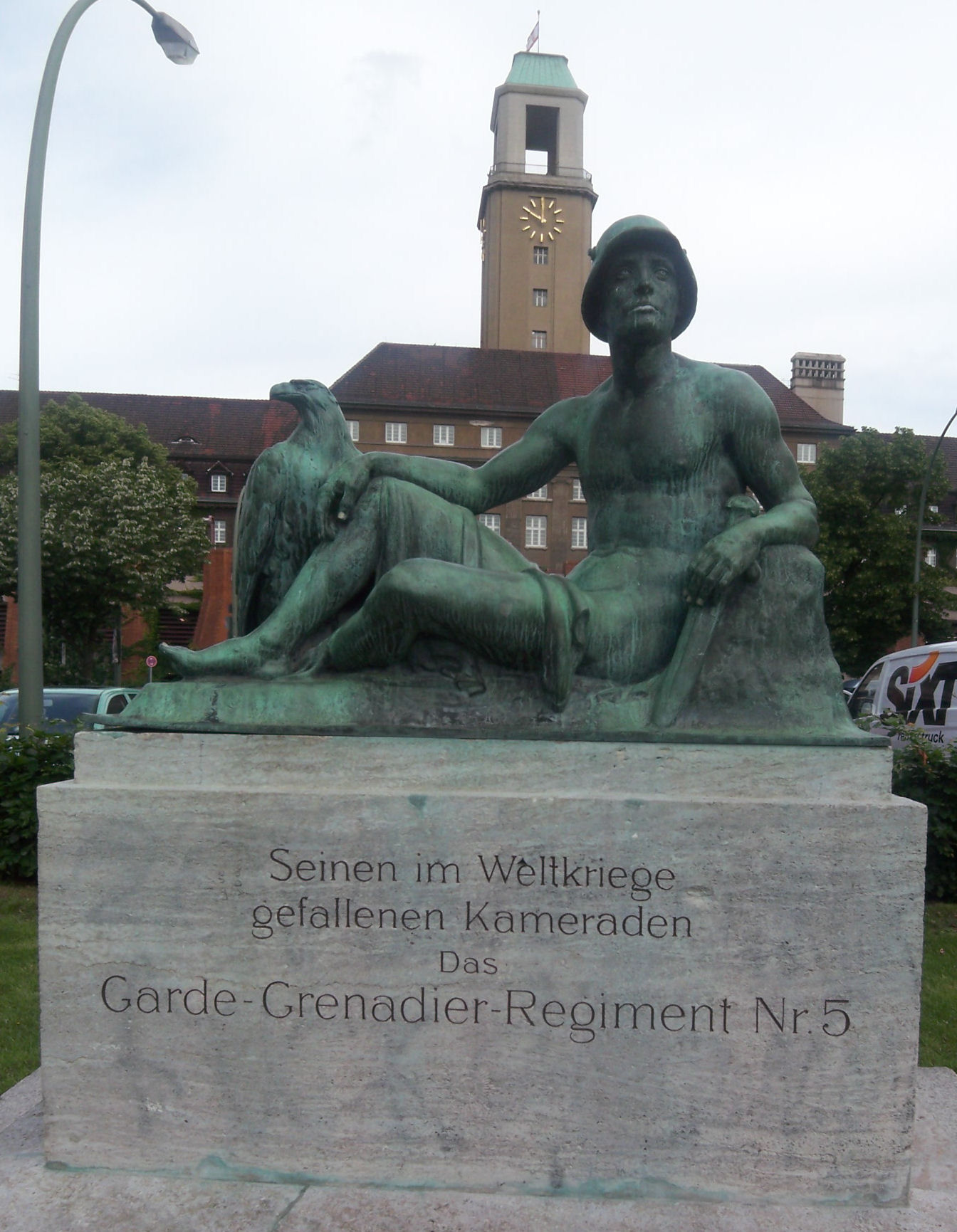
Garde-Grenadier-Regiment Nr. 5-Denkmal in Spandau

- 15. Juni 1898: Die Fahnenträger erhalten ein Stoffabzeichen auf dem rechten Oberarm und den Ringkragen.
- 01. Mai 1899: Gardelitzen auf den Mantelkragenspitzen für Unteroffiziere und Grenadiere.
- 14. März 1902: Die Fahnenträger erhalten ein Bandolier aus rotem Juchten mit Goldtresse und Schuh.
- 27. Januar 1903: Die als Winker ausgebildeten Mannschaften erhalten zwei gekreuzte Fahnen auf dem unteren Oberarm.
- 1913: Die seit 1907 allmählich eingeführte neue feldgraue Uniform wurde zu den Herbstübungen erstmals getragen. Feldgrauer Rock mit Klappkragen und Patten; auf dem Kragen Spiegel mit gelbkameelgarnener Litze; auf den Patten ebenfalls diese Litzen; matte Knöpfe mit Königskrone; graue Achselklappen; graues baumwollenes Halstuch statt der Binde; feldgraue Hosen; feldgraue Mützen mit rotem Besatz; schwarzes Lederzeug.

## Denkmal
„Seinen im Weltkriege gefallenen Kameraden“ wurde am 21. Mai 1922 von den ehemaligen Angehörigen des Regiments in der Grünanlage Stabholzgarten in der Altstadt von Berlin-Spandau ein Denkmal (siehe Denkmäler in Spandau) nach dem Entwurf des Dresdener Bildhauers August Schreitmüller feierlich enthüllt.